# Juma-moskee (Khiva)
De Juma-moskee is een moskee uit de 10e-18e eeuw in de stad Khiva, in het zuiden van Oezbekistan. Het is een van de belangrijkste monumenten van Itsjan Kala, de ommuurde oude stad van Khiva, die op de Werelderfgoedlijst staat. Het staat in het midden van Itsjan Kala, aan de weg die de westelijke poort (Ota Darvoza) en de oostelijke poort (Polvon Darvoza) met elkaar verbindt. De moskee werd voor het eerst gedocumenteerd in de 10e eeuw, maar werd in 1788 herbouwd.
Het is een groot bakstenen gebouw van één verdieping met een plat dak, ondersteund door 212 houten kolommen in 17 rijen. De totale afmeting is 55 x 46 m en de minaret is 42 m hoog.